# Булонь (футбольный клуб)
ЮС Булонь или просто «Було́нь» (фр. Union sportive Boulogne Côte d'Opale) — французский футбольный клуб из города Булонь-сюр-Мер, клуб был основан в 1898 году. Домашние матчи команда проводит на арене «Стад де ла Либерасьон». В сезоне 2009/2010 впервые в своей истории выступал в «Лиге 1», сильнейшем дивизионе Франции. По итогам сезона 2009/2010 покинул Лигу 1, а два года спустя Лигу 2.